# Neotamias
Neotamias és un gènere d'esciúrids, dins de l'ordre dels rosegadors. Conté vint-i-tres espècies diferents, que viuen totes a Nord-amèrica.

## Taxonomia
Sovint aquest gènere, juntament amb Eutamias, és considerat un subgènere de Tamias. La morfologia cranial, post-craneal i genital, la citogenètica i la genètica els separaven en tres llinatges distintius i monofilètics amb el tractament de subgènere. Aquests grups es troben a l'est d'Amèrica del Nord, a l'oest d'Amèrica del Nord i a l'Àsia respectivament. No obstant això, les dades genètiques disponibles (principalment a partir del citocrom mitocondrial b) demostren que els llinatges divergien al principi de l'evolució dels Marmotini. Les comparacions de les distàncies genètiques també indiquen que aquests tres llinatges són més o menys distintius entre ells. El 2016, Patterson i Norris van publicar una reorganització taxonòmica que elevava al rang de gènere els subgèneres Eutamias i Neotamias. Sembla que aquesta nova distribució esta rebent força acceptació i, recentment, algunes fonts com la UICN l'han adoptat, incloent en aquest gènere totes les espècies que es trobaven dins del gènere Tamias, excepte l'esquirol llistat de l'Est americà.
- Esquirol llistat alpí (N. alpinus)
- Esquirol llistat dels pins (N. amoenus)
- Esquirol llistat de Buller (N. bulleri)
- Esquirol llistat de peus grisos (N. canipes)
- Esquirol llistat de collar gris (N. cinereicollis)
- Esquirol llistat dels penya-segats (N. dorsalis)
- Esquirol llistat de Durango (N. durangae)
- Esquirol llistat de Merriam (N. merriami)
- Esquirol llistat nan (N. minimus)
- Esquirol llistat de Califòrnia (N. obscurus)
- Esquirol llistat de galtes grogues (N. ochrogenys)
- Esquirol llistat de Palmer (N. palmeri)
- Esquirol llistat de Panamint (N. panamintinus)
- Esquirol llistat d'orelles llargues (N. quadrimaculatus)
- Esquirol llistat de Colorado (N. quadrivittatus)
- Esquirol llistat cua-roig (N. ruficaudus)
- Esquirol llistat roig (N. rufus)
- Esquirol llistat d'Allen (N. senex)
- Esquirol llistat de les muntanyes Siskiyou (N. siskiyou)
- Esquirol llistat de Sonoma (N. sonomae)
- Esquirol llistat de San Bernardino (N. speciosus)
- Esquirol llistat de Townsend (N. townsendii)
- Esquirol llistat de Uinta (N. umbrinus)